# Cse császár
Cse (Zhi) császár legendás kínai uralkodó az öt császár korában. Születési neve Csiang Kuang-er (Jiang Kuang'er) 姜匡二 volt, de Csing Jang Si (Qing Yang Shi) 青陽氏 néven is hivatkoznak rá. Ku császár és felesége, Csang-ji (Changyi) legidősebb fia volt, aki megörökölte apja trónját, és a történeti hagyomány szerint kilenc évig (kb. i. e. 2366-tól kb. i. e. 2358-ig), haláláig uralkodott. Halálát követően féltestvére Jao (Yao) császár követte a trónon.